# Yasoda androconifera
Yasoda androconifera är en fjärilsart som beskrevs av Hans Fruhstorfer 1912. Yasoda androconifera ingår i släktet Yasoda och familjen juvelvingar. Inga underarter finns listade i Catalogue of Life.